# Trichacis khajjiara
Trichacis khajjiara är en stekelart som beskrevs av Mani 1975. Trichacis khajjiara ingår i släktet Trichacis och familjen gallmyggesteklar. Inga underarter finns listade i Catalogue of Life.